# ان‌جی‌سی ۱۰۶

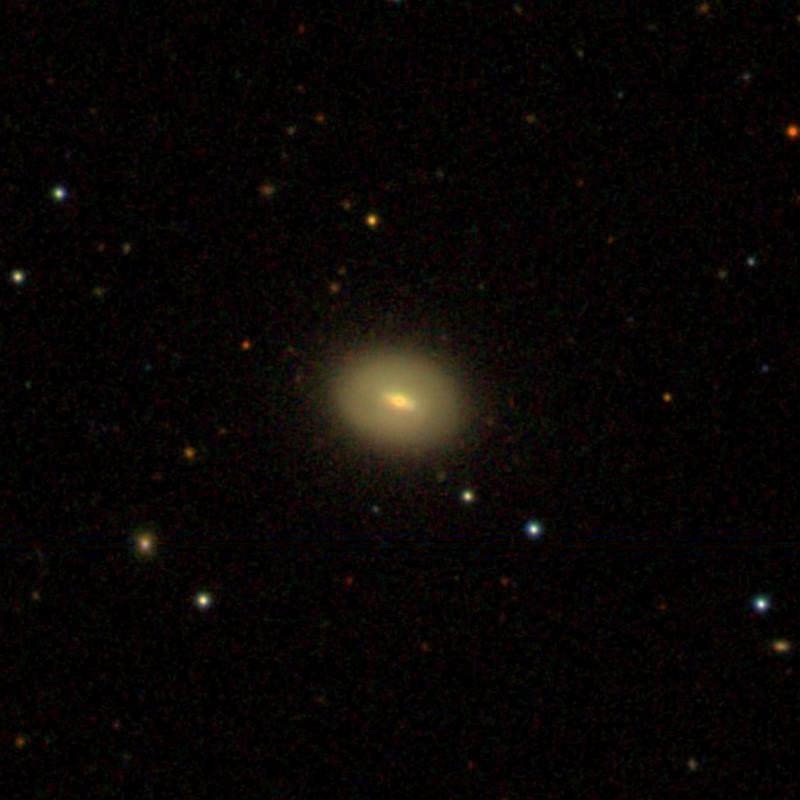
ان‌جی‌سی ۱۰۶

ان‌جی‌سی ۱۰۶ (به انگلیسی: NGC 106) یک کهکشان با قدر ظاهری ۱۴٫۵ است که در صورت فلکی ماهی قرار دارد.